# ساتوشي تيزوكا
ساتوشي تيزوكا (باليابانية: 手塚 聡) (4 سبتمبر 1958 في توتشيغي في اليابان – )؛ هو لاعب كرة قدم ياباني سابق كان يلعب كمهاجم. سبق له أن لعب مع منتخب اليابان.

## وصلات خارجية
- ساتوشي تيزوكا على موقع قاعدة بيانات كرة القدم.إي يو (الإنجليزية)
- ساتوشي تيزوكا على موقع ناشيونال فوتبول تيمز (الإنجليزية)

- National Football Teams
- Japan National Football Team Database